# Åmotbrua
Åmotbrua er en gangbro over Akerselva i Grünerløkka i Oslo, Norge.
Broen blev oprindelig bygget som bro over Drammenselva ved Åmot i Modum kommune i perioden 1851-1855 under navnet Aamodt bru. Den var da en af Norges og Europas første kædehængebroer med jernkæder støbt på Nes Verk.  Denne bro blev revet ned og erstattet af en anden bro.  Broen blev givet til Oslo kommune i 1952, som genopbyggede broen over Akerselva i 1962. Tanken var at broen skulle markere indgangen til Norsk teknisk museum.  Museet blev dog bygget andet steds, mens broen forblev hvor den nu er.
Broen har følgende inskription: «100 MAND KAN IEG BÆRE, MEN SVIGTER UNDER TAKTFAST MARSCH»